# Jinquer
Jinquer es un despoblado español del municipio de Alcudia de Veo, perteneciente a la provincia de Castellón, en la Comunidad Valenciana.

## Toponimia
El nombre del lugar puede encontrarse escrito con las grafías Jinquer y Xinquer.

## Historia
Hacia mediados del siglo XIX, Jinquer, un lugar por entonces con ayuntamiento propio, tenía diez casas e iglesia. Aparece descrito en el noveno volumen del Diccionario geográfico-estadístico-histórico de España y sus posesiones de Ultramar de Pascual Madoz con las siguientes palabras:

JINQUER: l. con ayunt. de la prov. de Castellon de la Plana (6 leg.), part. jud. de Lucena (10), aud. terr. y c. g. de Valencia (10), dióc. de Tortosa (22): sit. en terreno escabroso, sobre las vertientes set. del pico Espadan, con buena ventilacion principalmente del E. y O., y clima frio. Tiene 10 casas y una igl. parr. dedicada á la Purísima Concepcion, aneja de la parr. de Alcudia de Veo. El térm. confina por N. con los de Villamalur (part. de Vivel) y Ayodar; E. Alcudia de Veo; S. Algimia de Almonacid (Segorbe), y O. el mismo y otra vez Villamalur. En su radio se encuentran varios montes sumamente quebrados pertenecientes á la sierra y pico Espadan, y tieno origen un barranco que contribuye á formar luego el r. seco de Bechí. El terreno es poco fértil. Los caminos malos. El correo se recibe de Vivel por peaton. prod.: trigo, vino é higos; mantiene ganado lanar y cabrío, y hay caza de conejos, liebres y perdices. ind.: la agrícola y carboneo. pobl. y riqueza: con Alcudia de Veo. (V.) Aunque este pueblo tiene ayunt. propio, como no le corresponde segun la ley vijente, es probable se le agregue al mencionado Alcudia.
(Madoz, 1847, p. 636)

El municipio se disolvió y Jinquer acabó integrado en el de Alcudia de Veo.

## Patrimonio
Hay en el lugar un castillo.